# Costa Nhamoinesu
Costa Nhamoinesu, né le 6 janvier 1986 à Harare, est un ancien footballeur international zimbabwéen évoluant au poste de défenseur entre 2005 et 2022.

## Biographie

### Le départ en Europe
Présenté à Wiesław Grabowski, spécialiste des joueurs africains en Pologne, Costa Nhamoinesu est dirigé vers le Wisła Ustronianka, club régional basé à Wisła, en début d'année 2008. Le 30 juillet, il est prêté un an avec option d'achat au Zagłębie Lubin, pensionnaire de deuxième division. Le 22 août, Nhamoinesu dispute son premier match professionnel en Pologne, contre le Podbeskidzie Bielsko-Biała. Rapidement, il gagne une place de titulaire à Lubin, et dispute un peu moins de trente matches lors de sa première saison. Promue dans l'élite, Lubin souhaite acheter le Zimbabwéen, mais le prix est trop élevé, et le Zagłębie choisit de prolonger le prêt d'une saison.
Le 2 août 2009, Nhamoinesu fait ses débuts en première division polonaise, contre le Legia Varsovie. Défait lourdement lors des deux premières journées, l'entraîneur Franciszek Smuda décide de changer sa charnière centrale. Mais les résultats restent les mêmes, et Lubin s'installe dans les bas-fonds du classement. Smuda choisit alors de titulariser à nouveau le natif d'Harare, ce qui change considérablement la situation du club, qui commence à remonter en championnat. Le 20 novembre, il marque son premier but avec Lubin, contre le Korona Kielce, et est exclu en toute fin de match. Très performant, il enchaîne les matches, et s'affirme comme l'un des piliers de l'équipe. En avril 2010, il est racheté par Lubin, qui dépense environ un million de złotys pour lui faire signer un contrat de quatre ans.

## Palmarès
- Championnat de la République tchèque : 2014